# 西莫内·万尼
西莫内·万尼（義大利語：Simone Vanni，1979年2月16日—），出生于比萨，意大利男子击剑运动员。他曾获得2004年夏季奥运会男子花剑团体金牌。他也曾获得2002年世界击剑锦标赛男子个人花剑金牌。